# Team Pineapple Volleyball Club 2018
Questa voce raccoglie le informazioni riguardanti il Team Pineapple Volleyball Club nelle competizioni ufficiali della stagione 2018.

## Organigramma societario
Area direttiva
- Presidente: Lloy Ball

Area tecnica
- Allenatore: Lloy Ball

## Rosa
| N° | Nome            | Ruolo | Data di nascita   | Nazionalità sportiva |
| -- | --------------- | ----- | ----------------- | -------------------- |
| 1  | Lloy Ball       | P     | 17 febbraio 1972  | Stati Uniti          |
| 2  | Shaun Dryden    | S     | -                 | Stati Uniti          |
| 3  | Loren Gebert    | L     | -                 | Stati Uniti          |
| 4  | Jorge Ralat     | P     | 17 febbraio 1972  | Porto Rico           |
| 5  | Jeffrey Ptak    | O     | 11 novembre 1979  | Stati Uniti          |
| 6  | Jasmin Cull     | S     | 1º settembre 1983 | Canada               |
| 7  | Iván Matos      | S     | 15 luglio 1990    | Porto Rico           |
| 8  | Luis Bertrán    | L     | 22 agosto 1994    | Porto Rico           |
| 8  | Andy Sellan     | O     | -                 | Stati Uniti          |
| 9  | Kevin Owens     | C     | 24 novembre 1991  | Stati Uniti          |
| 10 | Chris Gisslen   | O     | -                 | Stati Uniti          |
| 11 | Marcus Nilsson  | O     | 7 ottobre 1982    | Svezia               |
| 12 | Matthew Leske   | C     | 17 maggio 1991    | Stati Uniti          |
| 13 | Kyle Radde      | O     | 4 novembre 1985   | Stati Uniti          |
| 15 | William Robbins | S     | 5 giugno 1977     | Stati Uniti          |
| 16 | Jonathan Meyer  | L     | -                 | Stati Uniti          |
| 17 | Matt Harpenau   | C     | 24 dicembre 1991  | Stati Uniti          |
| 18 | Bruno da Silva  | O     | 10 giugno 1983    | Brasile              |
| 20 | Joseph Klein    | C     | 14 ottobre 1986   | Stati Uniti          |
| 21 | Tomas Goldsmith | S     | 23 dicembre 1990  | Stati Uniti          |
| 24 | Jonathan Rivera | P     | 31 maggio 1993    | Porto Rico           |